# Cheiracanthium floresense
Canariphantes relictus é uma espécie do filo Arthropoda, da classe  Arachnida, ordem Aranae, família  Eutichuridae e gênero Cheiracanthium criticamente em perigo de acordo com a a Lista Vermelha de Espécies Ameaçadas da União Internacional Para a Conservação da Natureza e dos Recursos Naturais (IUCN)  .

## Distribuição geográfica
Endêmica de Açores / Portugal , habita florestas temperadas, vegetação introduzida e em estágio primário de regeneração. També, pode habitar locais mais específicos, como Floresta pluvial montana de Juniperus-Ilex e Bosque pluvial montano de Juniperus. 